# Por Favor

Por Favor (« S’il-vous-plaît ») est une revue humoristique hebdomadaire en langue espagnole publiée à Barcelone entre 1974 et 1978.
Elle a été décrite comme « la tentative la plus catégoriquement et idéologiquement engagée de la presse humoristique de la transition ».